# Anderson Alves da Silva
Anderson Alves da Silva, oftmals nur Anderson (* 10. Januar 1983 in Rio de Janeiro), ist ein ehemaliger brasilianischer Fußballspieler. Der Außenverteidiger gewann mit der brasilianischen U-17-Auswahl die Weltmeisterschaft 1999 und spielte im Verlaufe seiner Vereinskarriere in Brasilien, Portugal, Australien und Zypern.

## Karriere

### Verein
Anderson entstammt der Jugendabteilung des CR Flamengo und stieß 2001 zum Profikader. Nach einer Zwischenstation bei Duque de Caxias FC wechselte er 2005 zum portugiesischen Erstligisten União Leiria, für den er aber nur zu drei Ligaeinsätzen kam. Die folgende Spielzeit verbrachte er eine Ligaebene tiefer beim Zweitligaklub CD Fátima, bevor er im Sommer 2007 nach Brasilien zurückkehrte und sich zunächst Adap Galo Maringá FC anschloss.
2008 folgten Engagements bei CA Bragantino, Rio Branco EC und Operário FC. Im Juni 2009 unterschrieb er als Ersatz für seinen längerfristig verletzten Landsmann Jefferson einen Drei-Monats-Vertrag beim australischen Klub Gold Coast United. Dort spielt der Defensivspezialist unter anderem an der Seite seines jüngeren Bruders Robson, der bei Gold Coast fest unter Vertrag steht. Nach dem Ende der Saison 2010/11 kam es bei Gold Coast United zum großen Umbruch und nahezu alle Stammspieler verließen den Klub, darunter Bruce Djite, Jason Culina, Bas van den Brink, Dino Djulbic, Steve Pantelidis und Shane Smeltz. Auch für Anderson endete nach 45 Einsätzen in regulären Saisonspielen und vier Partien in den Meisterschafts-Playoffs sein Aufenthalt an der Gold Coast.
Einen neuen Klub fand Anderson schließlich im Mai 2012 mit dem zyprischen Erstligisten Enosis Neon Paralimni, bei dem er auf der Linksverteidigerposition die Nachfolge des Belgiers Matthias Trenson antreten sollte. Mit Abschluss der Saison 2012/13 beendete er hier seine aktive Laufbahn.

### Nationalmannschaft
Anderson spielte für brasilianische Jugendauswahlen in den Altersklassen U-15, U-17 und U-20. Am erfolgreichsten war er dabei mit der U-17, mit der er zunächst die U-17-Südamerikameisterschaft 1999 gewann (beim 5:0 im Finale zweifacher Torschütze) und dabei in die Mannschaft des Turniers gewählt wurde. Im November desselben Jahres stand Anderson auch beim Gewinn der U-17-Weltmeisterschaft in Neuseeland im brasilianischen Aufgebot. Dort gehörte er in allen sechs Turnierpartien zur Anfangsformation und gewann mit dem Team durch einen 8:7-Erfolg im Elfmeterschießen gegen Australien den Titel.
Zwei Jahre später gewann er auch mit der U-20-Auswahl die Südamerikameisterschaft und stand anschließend auch bei der Junioren-WM 2001 in Argentinien im brasilianischen Kader. Beim Erreichen des Viertelfinals kam er in zwei Vorrundenpartien zum Einsatz. Anders als seine damaligen Mitspieler Kaká, Luisão, Adriano, Maicon oder Júlio Baptista schaffte er anschließend den Sprung in die A-Nationalelf nicht.

## Erfolge
- U-17-Weltmeister: 1999
- U-17-Südamerikameister: 1999
- U-20-Südamerikameister: 2001